# Suure-Jaani
Pour l'ancienne commune, voir Suure-Jaani (ancienne commune).

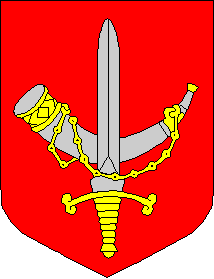
Blason de Suure-Jaani

Suure-Jaani (anciennement en allemand: Groß-Sankt-Johannis, ce qui signifie Grand-Saint-Jean, en français, comme en estonien) est une ville estonienne, chef-lieu de la commune de Põhja-Sakala, située dans le comté de Viljandi en Estonie.

## Histoire
Des fouilles archéologiques ont révélé que l'endroit était habité au VIe millénaire avant Jésus-Christ. C'est au XIIe siècle que le fortin de Lehola (aujourd'hui à Lõhavere) a été bâti par les Estes à deux kilomètres au nord-est des limites de la ville. Il défendait, du haut de sa colline, la région de Sakala et fut le théâtre d'affrontement avec les chevaliers Porte-Glaive venus christianiser la contrée au XIIIe siècle.
La localité de Suure-Jaani était appelée au début de sa fondation à la fin du XIIIe siècle par les chevaliers teutoniques, Valle ou Wallola, mais l'église (devenue luthérienne à la Réforme) dédiée à saint Jean l'Évangéliste a peu à peu imposé son nom, devenu officiel au XVIIe siècle sous le nom de Groß-Sankt-Johannis (Grand-Saint-Jean) pour la distinguer de Klein-Sankt-Johannis  (Petit-Saint-Jean), plus au sud.
L'église a été endommagée pendant la guerre de Livonie au XVIe siècle et pendant la Grande Guerre du Nord au XVIIIe siècle. Elle a été restaurée en 1767. La paroisse s'impose comme un centre culturel et économique de la région, surtout pendant le XIXe siècle, à l'époque de l'Empire russe. Une église orthodoxe est construite à Wallola (aujourd'hui Valula, quartier méridional de la ville) en 1906-1908, dédiée aux apôtres saint Pierre et saint Paul, car l'église orthodoxe d'Ollustfer, construite en 1847, était devenue trop petite. Le cimetière orthodoxe est fondé en 1911.
La localité est nommée Suure-Jaani en estonien et obtient ses privilèges de bourg en 1924, puis de ville en 1938. Elle atteint son plus haut point de population dans les années 1960 (1 700 habitants en 1959) à l'époque de la république socialiste soviétique d'Estonie.